# Nebeský rybník (přírodní památka)
Nebeský rybník je přírodní památka v katastrálním území městyse Drahany v okrese Prostějov v Olomouckém kraji. Chráněné území  spravuje Krajský úřad Olomouckého kraje. Dle nového vyhlášení Nařízením Olomouckého kraje 4/2020 ze dne 9. listopadu 2020 je předmětem ochrany je ekosystém rybníka a navazujících pozemků jako biotop pro ohrožené druhy rostlin a živočichů. Geomorfologicky náleží území přírodní památky Drahanské vrchovině. 

## Předmět ochrany
Důvodem ochrany je území, které je významným místem rozmnožování obojživelníků především čolka obecného (Lissotriton vulgari), velkého (Triturus cristatus), horského (Ichthyosaura alpestris), skokana hnědého (Rana temporaria), ropuchy obecné (Bufo bufo), zelené (Bufotes viridis), kuňky obecné (Bombina bombina) a rosničky zelené (Hyla arborea). Zdržuje se zde vodní ptactvo, některé druhy – potápka malá (Tachybaptus ruficollis), kachna březňačka (Anas platyrhynchos), kopřivka obecná (Mareca strepera), čírka modrá (Spatula querquedula), polák chocholačka (Aythya fuligula), lyska černá (Fulica atra) – zde hnízdí. Na území byli zastiženi čáp bílý (Ciconia ciconia), volavka popelavá (Ardea cinerea), strnad rákosní (Emberiza schoeniclus), pochop rákosní (Circus aeruginosus). V zabuřenělých okrajích rybníků zahnízdil bramborníček černohlavý (Saxicola rubicola), břehy obývá ondatra pižmová (Ondatra zibethicus).

## Fauna

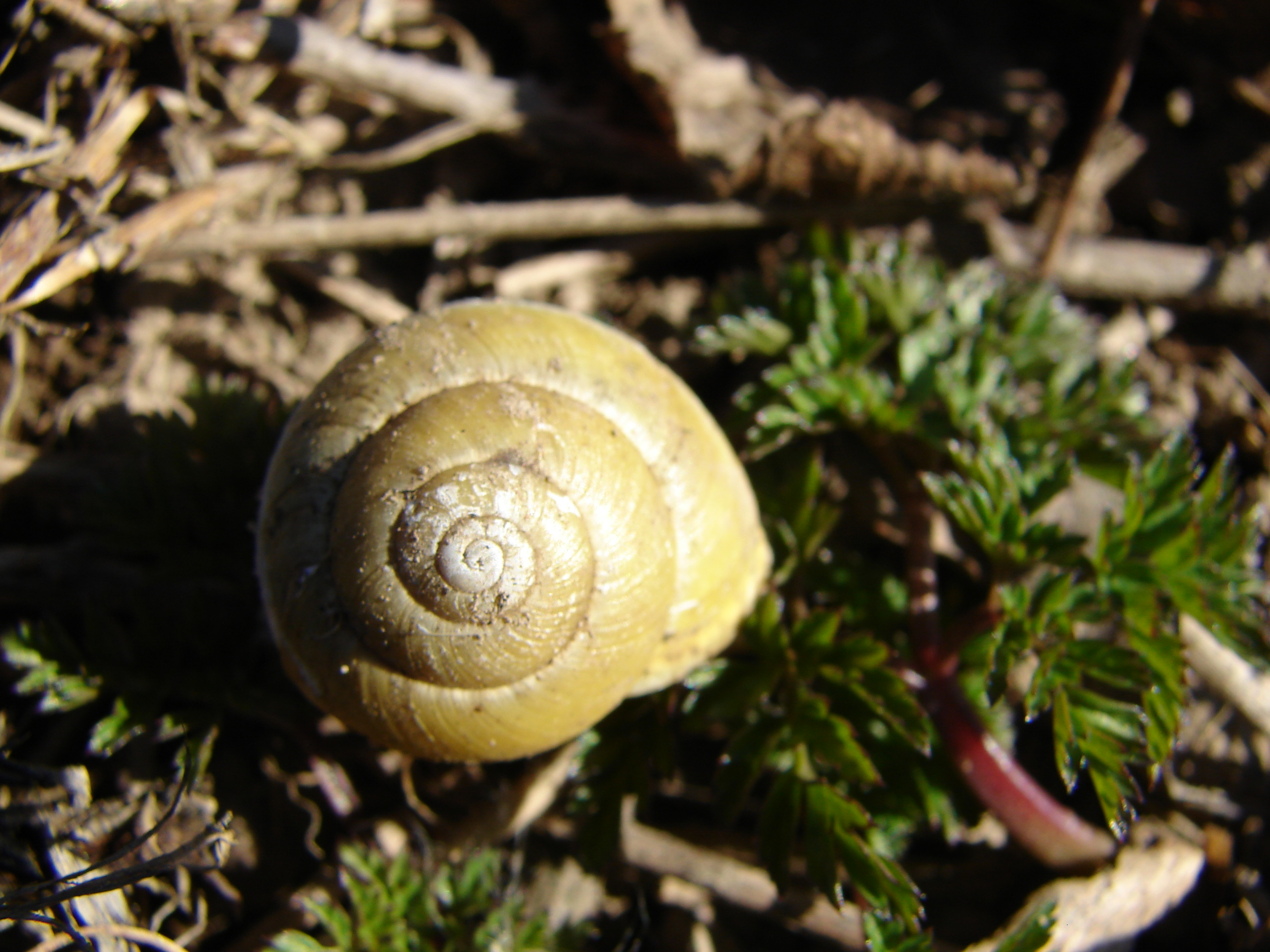
Opuštěná ulita plže
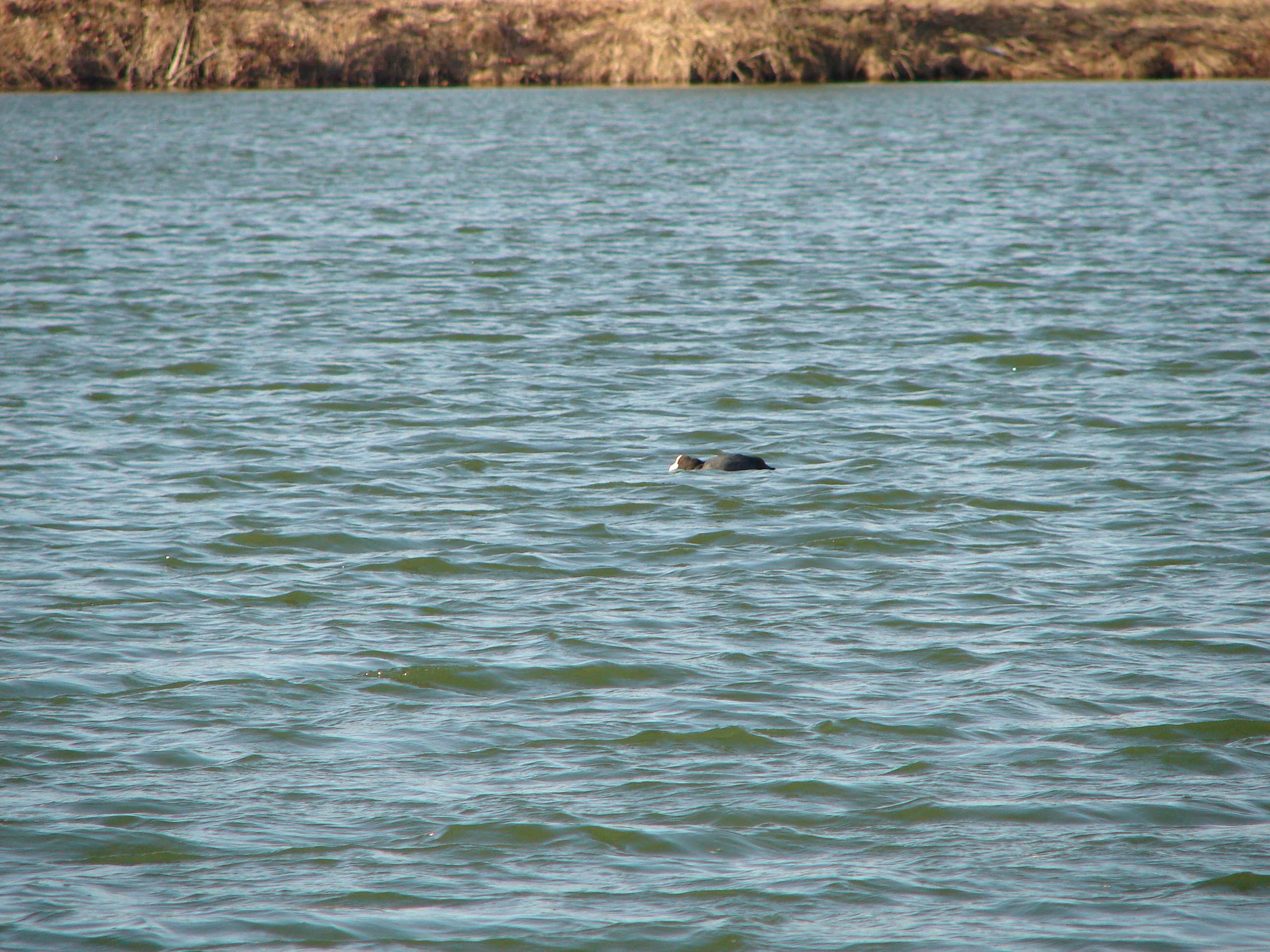
Lyska černá
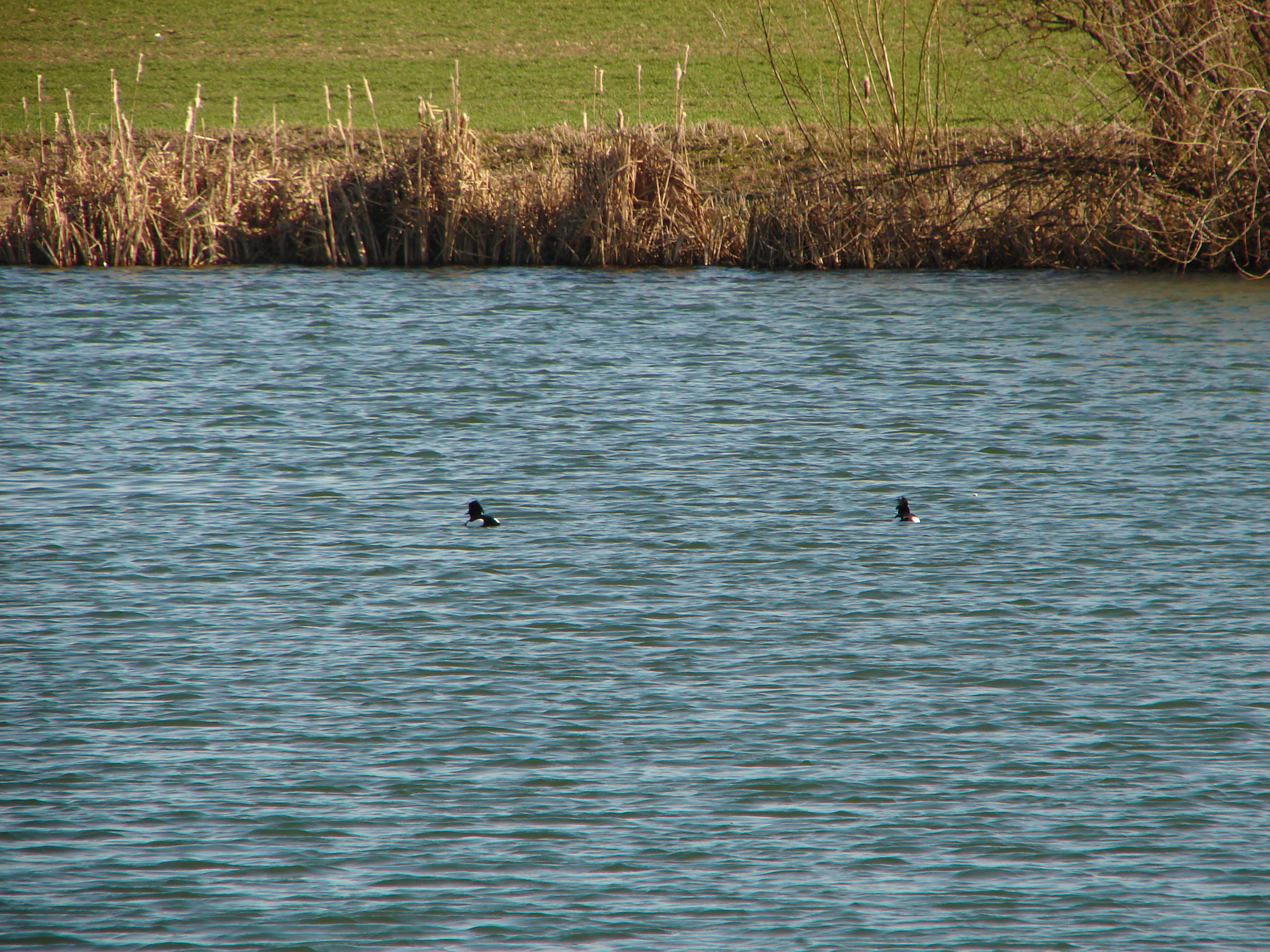
Polák chocholačka
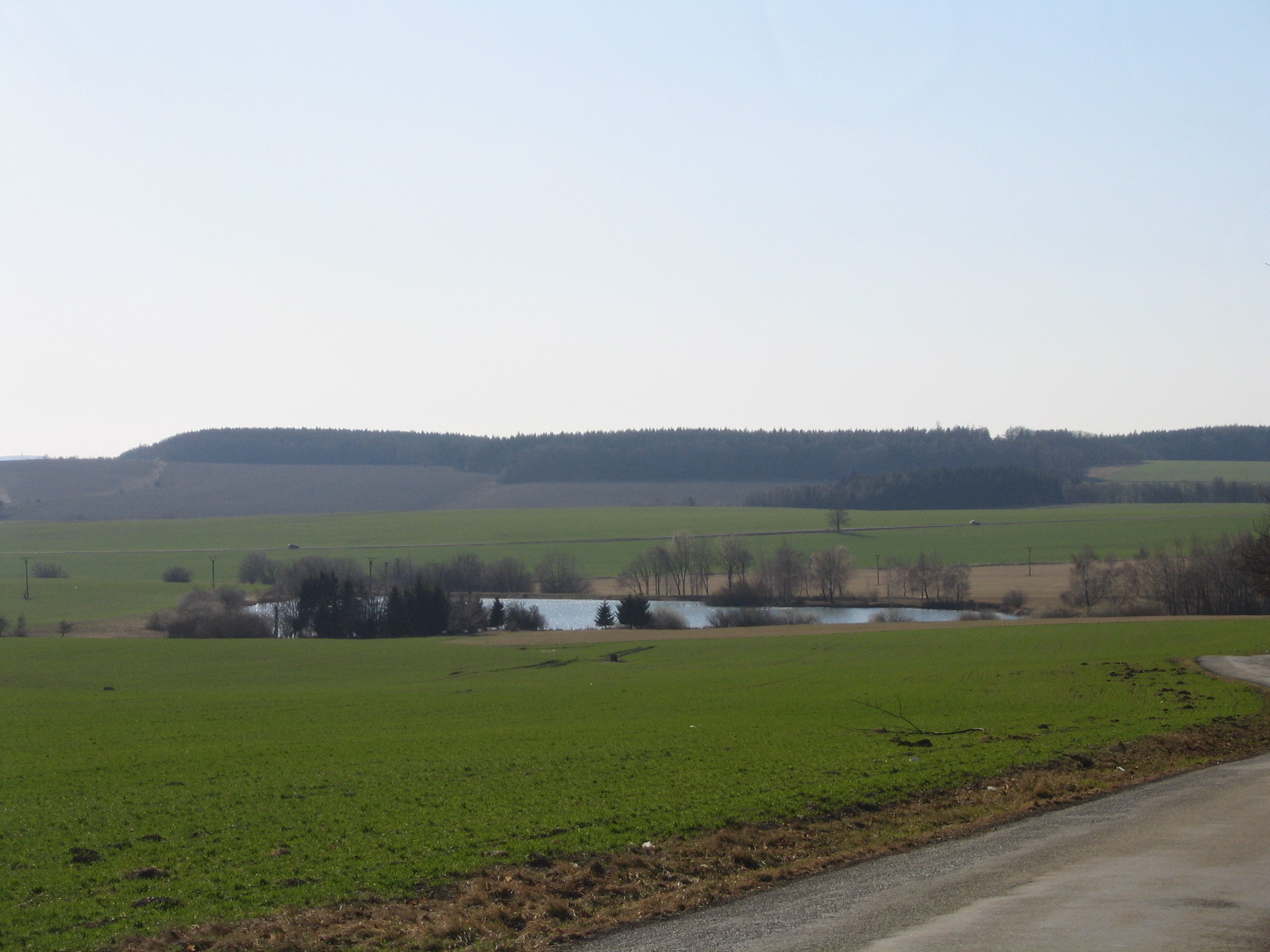
Celkový pohled
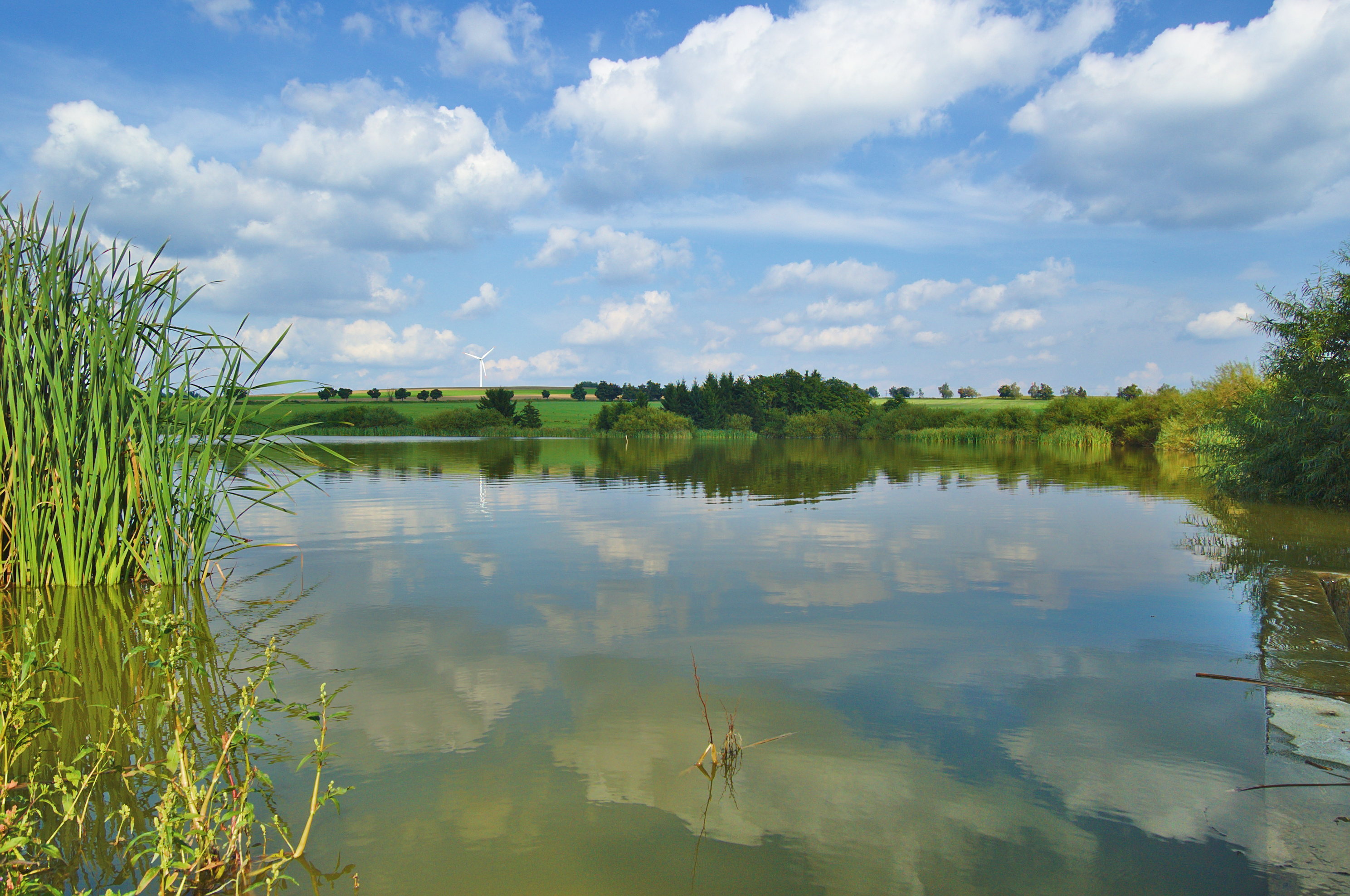
Pohled od hráze

## Dostupnost
Nebeský rybník leží zhruba 1,5 km západně od městyse Drahany. Je volně přístupný po místní komunikaci – silnici č. 377, spojující Drahany s obcí Niva.